# Die Vergessenen (1950)
Die Vergessenen (Originaltitel: Los olvidados) ist ein mexikanischer Film von Luis Buñuel aus dem Jahre 1950.

## Handlung
Im Mittelpunkt dieser auf realen Ereignissen beruhenden Geschichte steht Pedro, der in den Slums von Mexiko-Stadt zu einer von El Jaibo geleiteten Bande krimineller Jugendlicher gehört.
Als Pedro beobachtet, wie Jaibo einen anderen Jugendlichen, der den Ausstieg aus der Bande gewagt hatte, ermordet, wird er immer mehr von Jaibo abhängig. Jaibo hat auch eine kurze Affäre mit Pedros Mutter, um deren Liebe sich Pedro vergeblich bemüht. Als Pedro eine Arbeitsstelle findet, besucht Jaibo ihn dort und stiehlt ein Messer. Der Diebstahl wird Pedro angelastet und er wird in eine Besserungsanstalt geschickt. Dort erhält er endlich eine Chance, sich zu entwickeln und eine Ausbildung zu beginnen.
Pedro kehrt aber in die Stadt zurück und sucht die Konfrontation mit Jaibo, den er in Gegenwart der anderen Bandenmitglieder des Mordes beschuldigt. Es kommt zum Kampf mit Jaibo, der danach flieht. Kurz darauf lauert er Pedro an dessen Schlafplatz auf und tötet ihn aus Rache. Später wird auch Jaibo von der Polizei erschossen.

## Hintergrund
Nach einigen zwar in Mexiko erfolgreichen, aber künstlerisch anspruchslosen Filmen wollte Buñuel einen realistischen Film über die Kinder in den Slums von Mexiko-Stadt drehen. Er besuchte persönlich die Slums, um die Menschen genauer zu studieren. Das Ergebnis war ein Film mit erschütterndem Realismus, dem die Sentimentalität ähnlicher Filme fehlt (vor einigen Jahren wurde Filmmaterial mit einem alternativen Happy-End entdeckt, das von Buñuel zwar gedreht, aber nicht verwendet wurde). Dieser teilweise schon zynische Ton unterscheidet auch diesen Film von den vergleichbaren Filmen des italienischen Neorealismus. Vielen an dem Film Beteiligten ging dieser Realismus aber zu weit, so kündigte einer der Drehbuchautoren seine Mitarbeit. Die Reaktion des mexikanischen Publikums war ablehnend, nach nur drei Tagen wurde der Film aus den Kinos zurückgezogen. Die Kritik verriss den Film und viele Organisationen verlangten die Ausweisung des Spaniers Buñuel.
Bei den Filmfestspielen von Cannes wurde Die Vergessenen dagegen begeistert aufgenommen (s. u.). Der renommierte Filmkritiker André Bazin beschrieb ihn als „einen Film, der sich in den Verstand wie mit einem glühenden Eisen einbrennt und dem Gewissen keine Möglichkeit zur Erholung bietet“.
Durch den Stolz über die Ehrung für Buñuel änderte sich die öffentliche Meinung über den Film. Er wurde nun auch in der Heimat zu einem Erfolg und gewann schließlich mehrere der nationalen Filmpreise (Ariel-Preis). Für Buñuel bedeutete der Erfolg von Die Vergessenen die Rückkehr ins internationale Filmgeschäft, nachdem er 20 Jahre lang in der Versenkung verschwunden schien.
Heutzutage gilt Die Vergessenen als Buñuels bester Film aus seiner mexikanischen Periode (von 1946 bis 1965). Auch wenn der schockierende Realismus im Mittelpunkt des Filmes steht, so sind doch typische Stilmittel von Buñuel in diesem Film zu finden. Zwei Traumsequenzen erinnern an die früheren surrealistischen Filme Buñuels, und die nackten Füße von Pedros Mutter stehen als Symbol für Sexualität (Fußfetischismus). Andere, in dem Film wiederkehrende Leitmotive sind Hühner, die meistens als Unheilsbringer auftauchen und mit Tod und Gewalt verbunden sind, und Milch als Symbol der Unschuld.

## Kritiken
„Die ungeschminkte Schilderung der Schattenseiten der Großstadt Mexiko-Stadt, wo zerlumpte, verwilderte Kinder zu Verbrechern oder zu ärmlichen, am Rande der Zivilisation dahinvegetierenden Existenzen heranwachsen. Erzieherische und soziale Fragen werden zwar berührt, sind jedoch nicht Hauptinteresse Buñuels, der auf künstlerisch hohem Niveau ein beklemmendes Stück Wirklichkeit abbildet. Aus dem in seinem hautnahen Realismus betroffen machenden Film ist die These ableitbar, daß sich die moralischen Verhältnisse nur ändern lassen, wenn die sozialen Bedingungen verbessert werden.“

„Mit nahezu unerträglicher Drastik und anklagender künstlerischen Besessenheit beschreibt Bunuel die entsetzliche Verwahrlosung von Kindern und Halbwüchsigen am Rande der Großstadt Mexiko.“

## Auszeichnungen
Luis Buñuel gewann den Preis als bester Regisseur bei den Internationalen Filmfestspielen von Cannes 1951. 1953 wurde der Film für den British Film Academy Award als bester Film sowie für den United Nations Award nominiert. Bei der Verleihung des Premio Ariel 1951 wurde Los Olvidados mit dem Premio Ariel für den besten Film ausgezeichnet.
2003 wurde Die Vergessenen als zweiter Film nach Metropolis in die UNESCO-Liste des Weltdokumentenerbes aufgenommen.